# Verwaltungsgemeinschaft Altmark-Mitte
In der Verwaltungsgemeinschaft Altmark-Mitte waren im sachsen-anhaltischen Altmarkkreis Salzwedel die Gemeinden Apenburg, Winterfeld, Badel, Brunau, Fleetmark, Jeetze, Jeggeleben, Kerkau, Packebusch, Rademin, Vienau, Vissum und Zethlingen zusammengeschlossen. Am 16. März 1995 wechselten die Gemeinden Apenburg und Winterfeld in die Verwaltungsgemeinschaft Beetzendorf.
Am 1. Januar 2005 wurde die Verwaltungsgemeinschaft Altmark-Mitte aufgelöst, indem die Gemeinden Brunau, Jeetze, Packebusch und Vienau in die Verwaltungsgemeinschaft Arendsee-Kalbe eingegliedert wurden, während die restlichen Gemeinden in die Verwaltungsgemeinschaft Salzwedel-Land wechselten.